# Bexhill, New South Wales
Bexhill är en ort i Australien. Den ligger i kommunen Lismore Municipality och delstaten New South Wales, i den sydöstra delen av landet, omkring 600 kilometer norr om delstatshuvudstaden Sydney.
Närmaste större samhälle är Goonellabah, nära Bexhill.
I omgivningarna runt Bexhill växer i huvudsak städsegrön lövskog. Runt Bexhill är det ganska tätbefolkat, med 80 invånare per kvadratkilometer. Genomsnittlig årsnederbörd är 1 776 millimeter. Den regnigaste månaden är januari, med i genomsnitt 298 mm nederbörd, och den torraste är oktober, med 39 mm nederbörd.